# ハンツビル国際空港
ハンツビル国際空港(ハンツビルこくさいくうこう,英語: Huntsville International Airport)とは、アメリカ合衆国のアラバマ州ハンツビル郊外にある国際空港。

## 主な就航地
ダラス/フォートワース、シカゴ/オヘア、ヒューストン、アトランタ、 シンシナティ、ボストン、オーランド、メンフィス、デトロイト、ワシントン/ダレス、デンバー、シャーロット